# Камінь-убивця

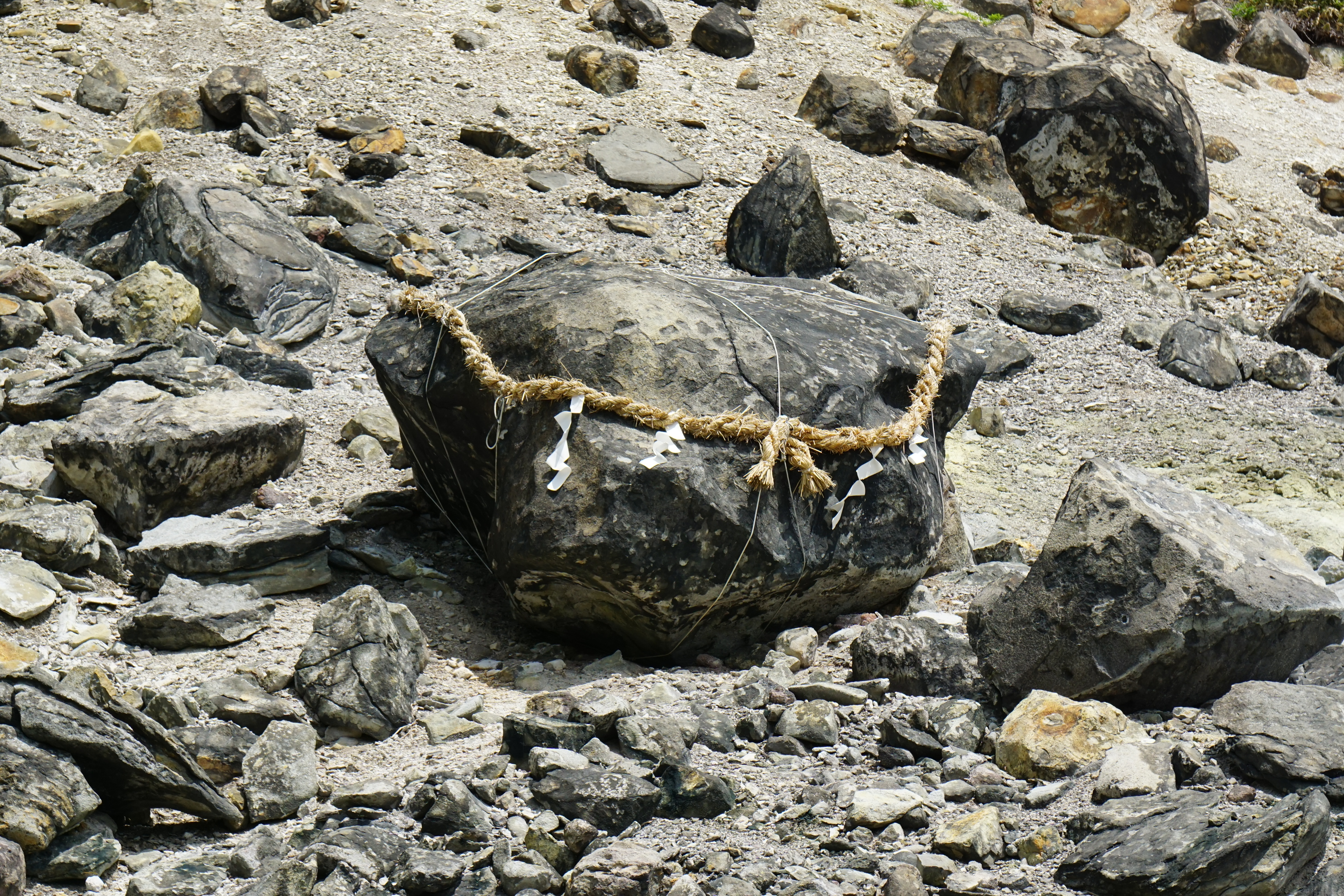
Камінь, який вважається тим самим легендарним Сессьо-секі

Сессьо-секі (яп. 殺生石), або «Вбивчий Камінь», Камінь-убивця — камінь з японської міфології, котрий за повір'ям убиває будь-кого, хто його торкнеться. Легенда стверджує, що в XII ст. лисиця-перевертень Тамамо-но-Мае перетворилася на цей камінь. Розташований біля містечка Насу поблизу тамтешніх гарячих джерел.

## Легенда
За переказом, камінь колись був тілом Тамамо-но-Мае — лисиці-перевертня, котра набувши подоби прекрасної жінки, служила злому даймьо, який планував убити імператора Коное та зайняти його трон. Тамамо-но-Мае втерлася в довіру до імператора та стала його улюбленою фавориткою. Коли імператор захворів, він попросив свого астролога Абе-но-Ясунарі визначити причину хвороби. Астролог вказав на Тамамо-но-Мае, що вона наслала на імператора закляття. Абе-но-Ясунарі зробив протилежне закляття, через що Тамамо-но-Мае набула справжнього вигляду лисиці. За іншою версією він мав чарівне дзеркало, в якому було видно істинну суть перевертня. Вона втекла з палацу до провінції Точіґі, де зваблювала мандрівників і місцевих жителів.
На пошуки лисиці-перевертня вирушили воїни Міура Йошізумі та Казуса Хіроцуне на чолі цілої армії. Проте вони не могли спіймати лисицю, бо вона могла перетворюватися на будь-що живе чи неживе, як-от хлопчика чи дівчинку, або велетня чи пір'їну. Згідно з історіями отоґі-дзосі, лисицю вбив з лука відомий воїн Міура-но-суке, а її тіло стало каменем і відтоді вже не могло змінювати форму. Перед смертю лисиця проголосила, що кожен, хто торкнеться цього каменя, помре.
Пізніше в XV ст. буддійський жрець на ім'я Ґенно зупинився відпочити біля каменя і дух Тамамо-но-Мае став погрожувати йому. Генно, виконуючи ритуал екзорцизму, закликав духа одуматися. Тамамо-но-Мае поступилася і поклялася покинути камінь. Інша розповідь стверджує, що Ґенно розбив камінь і той зник у хмарі отруйного диму. Проте в околицях містечка Насу досі є камінь, який вважається саме тим «Вбивчим каменем».
За повір'ям, будь-яка істота, що торкається цього каменя, вмить помирає. Тому його обгороджено, але коли на камінь сідає комаха, вона гине, що підтверджує повір'я. Раціональне трактування стверджує, що комах убивають гази чи миш'як, які виходять у цій місцевості з-під землі.

## Зруйнування каменя
У березні 2022 року, приблизно в суботу, 5 числа, камінь розколовся — імовірно, через водну ерозію. Це викликало хвилю страху та занепокоєння серед місцевих жителів та в Інтернеті. Деякі стверджували, що дух Тамамо-но-Мае тепер звільнився.
Невдовзі після релігійної церемонії заспокоєння Тамамо-но-Мае біля каменя, 26 березня, місцевість огорнув туман. Частина японців сприйняла це за свідчення, що дух покинув місцевість, інші вважають це зловісним знаком.